# 内山昂輝の1クール!
『内山昂輝の1クール!』（うちやまこうきのワンクール！）は2015年1月12日から2025年3月31日まで超!A&G+で配信されていたラジオ番組である。

## 番組概要
パーソナリティの内山がリスナーからのメール、投稿を紹介しつつ、自分の興味があることについてゆるくトークしていく番組。当初はポッドキャスト、超!A&G+での配信番組であったが、2016年1月より文化放送（地上波第1期）でも放送されることになる。
2016年4月に超!A&Gでの配信は終了してポッドキャスト配信と文化放送のみとなったが、2017年10月より超!A&Gでの配信が再開される。2018年7月1日で文化放送（地上波第1期）での放送が終了した。地上波第1期での放送期間は2年6ヶ月だった。超!A&G+とポッドキャストでの配信は継続。2019年10月よりYouTube文化放送エクステンドチャンネルでの配信が開始された。
2023年3月30日より文化放送（地上波第2期）での放送が4年9ヶ月ぶりに再開され、東海ラジオ放送（地上波第2期）でも文化放送と同時間帯に放送されていたが2023年6月29日をもって文化放送、東海ラジオでの放送が終了した。地上波第2期での放送期間は地上波第1期より大幅に短くなってタイトル通り1クール3ヶ月間の放送だった。2023年7月以降は地上波での放送はなくなり超!A&G+、ポッドキャスト、YouTube文化放送エクステンドチャンネルで3形態での放送になる。
番組を聴いている人、内山昂輝のファンのことを「ワンクーラー」と呼ばれることがある。（非公式）
自身出演のアニメ作品の宣伝は少なく、全ての作品に触れることは不可能であり触れない作品も出てしまうとSeason3 #11で語っている。
『内山昂輝のオドリバ』（内山昂輝公式note関連YouTubeチャンネル）では、1クール!で放送された「うちやま映画ランキング」（2014〜2022年）や、映画の感想に関する放送回が投稿されている。
超!A&G+のサービス終了に伴い、番組自体も2025年3月31日をもって終了した。放送・配信期間は10年3ヶ月であった。

### 番組名
番組名は当初3か月毎に「内山昂輝の1クール!Season●」と区切って呼称していたが、Season3終了以降「内山昂輝のワンクール!」に統一された。
その後、番組が続いている今でも1クールで終わるのって言われる事と、声優の櫻井孝宏がワンクールをワンルームと誤ったことをきっかけとして、「内山昂輝の1Room」に改められた。回数を2016年4月2日、1回（通算65回）改めてカウントした。しかし、通算100回目の放送で番組名を「内山昂輝の1クール!」に戻すことが発表された。理由はルーム感（内山の部屋からやっている感じ）が皆無、またやってみたらクールが似合うから。

#### 改名と番組回数カウント
- 内山昂輝の1クール!（#1 - #13）
- 内山昂輝の1クール!Season2 （#1 - #13）
- 内山昂輝の1クール!Season3 （#1 - #13）
- 内山昂輝のワンクール!（#40 - #64）
- 内山昂輝の1Room（#1 - #36）※通算：#65 - #100
- 内山昂輝の1クール!（#101 - ）

### 配信時間
超!A&G+
- 2015年1月12日 - 4月6日
  - 毎週月曜 0:30 - 1:00（内山昂輝の1クール!）
- 2015年4月11日 - 7月4日
  - 毎週土曜 15:30 - 16:00（内山昂輝の1クール!Season2）
- 2015年7月11日 - 10月3日
  - 毎週土曜 15:30 - 16:00（内山昂輝の1クール!Season3）
- 2015年10月12日 - 2016年3月28日
  - 毎週月曜 0:30 - 1:00（内山昂輝のワンクール!）
- 2016年4月4日
  - 毎週月曜 0:30 - 1:00（内山昂輝の1Room ※初回のみ配信）
  - ※2016年4月から2017年9月までは配信なし。
- 2017年10月4日 - 2019年9月25日 
  - 毎週水曜 23:00 - 23:30（内山昂輝の1クール!）
- 2019年10月6日 - 2023年4月2日
  - 毎週日曜 22:30 - 23:00（内山昂輝の1クール!）
- 2023年4月10日 - 2025年3月31日
  - 毎週月曜 0:00 - 0:30（内山昂輝の1クール!）

公式ポッドキャスト配信
公式ポッドキャストでは全エピソード無料配信されている。但し一部のエピソードのコーナーは権利上の都合でカットされている場合がある。
- 2015年1月12日 - 2016年8月29日
  - 毎週月曜 12:00頃
- 2016年9月6日 - 2018年7月3日、2019年10月8日 -
  - 毎週火曜 12:00頃
- 2018年7月13日 - 2019年9月27日 
  - 毎週金曜 12:00頃
- 2024年 - 現在
  - 毎週火曜 17:00頃

公式YouTube配信
YouTube「文化放送エクステンドチャンネル」では#247より無料配信されている。
- 2019年10月8日 -
  - 毎週火曜 夕方

### 放送時間
文化放送
- 2016年1月1日 - 3月25日
  - 毎週土曜 1:00 - 1:30（内山昂輝のワンクール!）
- 2016年4月1日 - 12月2日
  - 毎週土曜 1:00 - 1:30（内山昂輝の1Room）
- 2016年12月9日 - 2017年9月29日
  - 毎週土曜 1:00 - 1:30（内山昂輝の1クール!）
- 2017年10月8日 - 2018年7月1日
  - 毎週日曜 0:30 - 1:00（内山昂輝の1クール!）
  - ※2018年7月から2023年3月までは放送なし。
- 2023年3月31日 - 6月30日 
  - 毎週木曜 2:30 - 3:00（内山昂輝の1クール!）
  - ※2023年7月以降は放送なし。

東海ラジオ
- 2023年3月30日 - 6月29日 
  - 毎週木曜 2:30 - 3:00（内山昂輝の1クール!）
  - ※2023年7月以降は放送なし。

## エピソード
- #291［ キリン本搾りを貰える権を返還する権利を賭けて対決。内山昂輝、三十路突入記念 FIFA20対決 ］

キリン本搾りを貰える権（#188［ 2018年誕生日企画・FIFA2018ゲーム対決 ］で得た1年分（365本），#200［ 番組200回記念「VR ZONE 新宿」でマリオカート対決 ］で得た1年分（365本））の内、未渡しとなっている490本分の返還を賭けて、ゲーム（FIFA20）で番組の内田プロデューサーと対決。
そもそも内山が好きということで、キリン本搾り・レモン味が各企画のプレゼント品となっていたが、「頂けるのは有難いけれども収録の度に 4本ずつ、手渡しされて持ち帰るのが重くて大変。毎回「今日のギャラです」と言って渡されるやり取りも面倒くさい。配送料を出すから宅配便で送ってほしいと伝えたが、その願いも聞き入れてもらえなかったので、それならば返還したい。」ということで、この企画を実施することに。ゲームのルールは、獲得点差により返還出来る本数を決定するということを番組側から提案され（例えば、内山が 1対0 で勝利した場合は1年分返還出来る。2点差で内山が勝利すれば、全て返還となる。）内山は「絶対に負けられない戦いがここにはある。」と言いゲームで戦い、結果 2対0 で内山の勝利。2年分、つまり残り全て返還出来ることになった。
- #292

#291の放送後リスナーから投稿があり、番組スタッフが調べたところ、#240［ 2019年誕生日企画・GAFAクイズ ］でもキリン本搾りを貰える権 1年分を内山が獲得していることが判明。よって、#291 のゲーム勝利により 2年分の返還となったので、あと125本（獲得本数：3年分(1095本) － 内山受け取り分：240本 － ゲーム対決での返還分：2年分(730本)）残っていることになる。このことを告げられた内山は、「全て返還したいという条件でゲームで戦ったから、何年分っていうのまでは調べてないから分からないよぉ。ルールを決める上で、そこはちゃんと調べておいてもらわないと。そんなの受け入れられない。これは訴訟だ。法廷だよ。ラジオ裁判やらないと。誰かに裁いてもらわないといけないので、今の双方の主張を聞いて、今度はリスナーから意見を送ってもらいましょう。」ということに。
- #293

リスナーからの投稿により、#188［ 2018年誕生日企画・FIFA2018ゲーム対決 ］で得たのは 1年分ではなく、100本だったことが判明。よって#291のゲーム対決の勝利で全て返還済ということになり、解決となった。この終結に対して内山は「誰かこれウィキペディアに書いてくれよぉ。頼むよぉ。」とボヤく。
- #443「内田浩之の１クール！」

内山が体調不良の為、欠席。今までは非常時に備えストックを収録していたが、「この番組にはハプニングがなさすぎる」という内山の主張により、ストック切れのまま非常時が発生。内山の指名で、内田プロデューサーがパーソナリティを務めた。これ以降、非常時は内田プロデューサーがパーソナリティを務めている。
※「内田浩之の1クール！」放送回：#443，#471，#491, #527
- エクステンドフェス

2022年11月19日に文化放送エクステンド10周年を記念したイベント「エクステンドフェス」が有料配信を合わせて開催された。文化放送エクステンドが制作しているラジオ番組（3番組）『神谷浩史・小野大輔の Dear Girl～Stories～』、『内山昂輝の1クール！』、『石川界人のとまどいイルカ』のパーソナリティが集結したイベント。Tシャツやタオル、エクステンド社員グッズなどイベントグッズが制作・販売された。会場は中野サンプラザ。

## コーナー
番組で募集・紹介されていたコーナー。
ふつおた
リスナーから身の回りで起こったこと、近況報告、質問などを募集して紹介するコーナー。
内山さん、これ、買いです。
買い物無精な内山の購買欲を誘うような、リスナーオススメの商品について募集して紹介するコーナー。
ムビログ
内山昂輝が映画を観て、どんなことを感じたのか、考えたのか、Blog代わりにラジオで喋って「ログ」を残していくコーナー。
人生
リスナーから1日のタイムスケジュールを募集し紹介する。年齢、住んでいる場所、仕事や立場もそれぞれ違うリスナーがどんな人生を送っているのか知りたいという趣旨のコーナー。2020年10月4日開始。
クイズ★ヤング
10代〜20代前半の「ヤング」なリスナーから、内山昂輝が知らなそうなことをクイズ形式で募集し、クイズに答えるコーナー。10代〜20代の間で流行っているものや友達の間だけで流行っている言葉など、身の回りだけで流行っていることでもOK。2022年7月より開始。
ここで、出会いました
リスナーが恋人・友人・知り合いやライバル・または恩人等と、どこで会い、どんなふうに出会ったかを募集して紹介するコーナー。2023年7月より開始。
もうちょっと進化してくれ
もう少し「こうなってほしい」、「使いやすくなってほしい」といった物事やルール・習慣（大きな変化ではなく『もうちょっと』というニュアンス）などを募集するコーナー。2024年11月より開始。
内山のスイッチ
内山が過去＆現在までにハマったものを語りつくすコーナー。
内山のスイッチ？
内山昂輝の1クール！Season2 #3よりスタート。スタッフがこれまでにハマったものを内山にプレゼンするコーナー。内田プロデューサーが登場することが多い。
リスナーのスイッチ
内山昂輝の1クール！Season3 #3よりスタート。リスナーがハマっているもの、内山に薦めたいと思っているものを紹介するコーナー。
今週の内山HOTワード
内山が興味を持っている、マイ「HOTワード」を紹介するコーナー。「内山のスイッチ」をほぼ踏襲した形になっている。
映画みたいな話
日常の中で出会った「これ、映画じゃん！」と思うようなエピソードを募集して紹介するコーナー。
思春期の痛み
思春期にありがちな心が痛くなるエピソードを募集して紹介するコーナー。
Cool Dog Press
最近話題になっている情報やトレンドをあくまでクールに紹介するコーナー。進行役に内田プロデューサーが登場し、最後に内山のリアクションを採点する。
Blue Album
この部屋に置いてある、ブルーな出来事が詰まったアルバム。リスナーのみなさんの「ブルーな思い出」を募集＆紹介するコーナー。（旧『思春期の痛み』＋ 旧『映画みたいな話』＋α）
Blue ポエム
『Blue Album』がコーナーリニューアル。リスナーからブルーな思い出をポエムにして募集して紹介するコーナー。#337にフィナーレ。
内山さん、打ち上げ来ないってよ。
リスナーの身の回りにいる「マイペースすぎる人」を報告するコーナー。悪意はなく誰かに迷惑をかけている訳ではないが、良くも悪くも空気を読まない人や何も悪いことはしていないけど「マイペースだな」と感じた人のエピソードを募集し紹介するコーナー。
内山さん、これで一分お願いします
オープニングトークのお題を募集し、そのお題に沿ってトークするコーナー。オープニングテーマのネタが無い時に使われる。
テーブルコラム
映画以外のトピックスで内山昂輝が最近気になったこと、お店やテーマ、作品などをお話しする「コラム」コーナー。
初上陸キッチン
「初上陸」モノの食べ物が届くキッチン。初上陸モノを、いち早く取り上げ、レポートするコーナー。内田プロデューサーが登場し、コーナーの最後には内山のレポートの採点をする。（Cool Dog Pressコーナーのリニューアル）
トレンドハッシュタグ
最近のトレンドを少しだけ覗いてみる、と謳ったコーナー。最近できたお店やその食べ物などを紹介する。2017年5月12日開始。
中の人インタビュー
話題になっているエンターテイメント、作品などの普段は表に出ない関係者の方にお話を伺うコーナー。
#180 リアル脱出ゲームの中の人(SCRAP)
#207 キリン本搾りの中の人
#221, #222 映画館の中の人(立川シネマシティ)
#233 ドルビーシネマの中の人(松竹マルチプレックスシアターズ)
お悩みプロファイル
内山昂輝がリスナーの"なるべく詳しく"書いてくれたお悩みを完全に「分析」するコーナー。（※解決はしません。）
内山さんこれで10分お願いします
内山昂輝に10分間話してもらいたいトークテーマを募集するコーナー。
私はパリピ
パリピの方の日常を内山昂輝がイメージするパリピ口調で紹介するコーナー。2020年3月1日開始。
ローカルどうでしょう
テレビ番組の配信視聴をきっかけに地方のローカルテレビ番組にハマった内山昂輝へ、リスナーがオススメするローカルテレビ番組を募集するコーナー。2022年9月、ローカル番組への興味もいったん一区切りしたことと、一通り薦めていただいたとして『「ローカルどうでしょう」SP』を最後の募集として終了。

### 特別企画
生活応援！春のお便り
毎年春限定（4月〜5月）の恒例コーナー。リスナーの新生活や、春にまつわる身の回りの変化について募集して紹介するコーナー。
夏の特別企画「怖い話」
リスナーから怖い話を募集するコーナー。実際に体験した話、人から聞いた話や地元の都市伝説、幽霊に限らず自分が怖いと感じた話ならなんでもOK。（※創作も可であるが、創作の場合はその旨を明記すること）